# Alètheia dans la philosophie de Martin Heidegger
Le concept d'Alètheia est issu de la philosophie antique. Il a été retravaillé par Martin Heidegger au cours du XXe siècle.

## De l'alètheia à la vérité comme concordance
Heidegger entreprend de retrouver le sens originaire de l'idée de Vérité, ou alètheia, celui des présocratiques (Parménide, Héraclite, Anaximandre) et d'Homère. Pour un exposé du sens originel et de la complexité de l’alètheia chez les Grecs archaïques, les références sont Marcel Detienne et Marlène Zarader.
Chez les premiers penseurs présocratiques, les trois thèmes de phusis, de logos et d’alètheia sont perpétuellement mis en relation car ils appartiennent au groupe des « paroles fondamentales » distinguées par Marlène Zarader,.
« Tous ces thèmes primordiaux avec celui de l’alètheia s'ouvrent les uns sur les autres et en arrivent presque à s'identifier entre eux » comme le remarque Martin Heidegger d'après Éliane Escoubas.
1. Depuis Platon, de l'Allégorie de la caverne[5],[6] qui voit la Vérité à travers l'éblouissement de l'Idée, en passant par sa définition comme forme chez Aristote, puis plus tard l'adæquatio intellectus et rei et la Veritas du Moyen Âge, chose étendue dans un espace mathématique chez Descartes, ou le phénomène perçu chez Kant, il y a toujours compréhension de la Vérité à travers une « correspondance entre l'idée et la chose ». Lorsque cette concordance est fermement établie, la Vérité est atteinte.
2. Un deuxième présupposé tout aussi commun et tout aussi problématique, d'origine aristotélicienne celui-ci, réduit le concept de vérité à sa dimension logique qui veut qu'« une chose ne puisse en même temps et sous le même rapport être et ne pas être » selon le principe de contradiction[N 2]. La vérité ne saurait être affirmée que d'une chose réellement « étant » selon les critères de la logique, alors même que, selon Heidegger, la logique est suspendue elle-même à la Vérité de l'Être, enfermant ainsi cette application du principe de contradiction dans un cercle.
3. Heidegger met en question ce double postulat, il voit dans cette conviction comme la manifestation d'un double préjugé qu'il va s'attacher à déconstruire en remontant aux origines grecques de l'idée de Vérité dans le terme alètheia. Il s’agit d’abord de voir que cette définition ontologique de la Vérité, par la concordance puis par la rectitude du jugement, est en retrait sur la notion, extrêmement complexe, des premiers penseurs de l’alètheia, essentiellement Parménide, mais aussi du sens courant et populaire (épopée homérique) comme l’expose Marcel Detienne dans son livre[1] et donc que quelque chose de la richesse de ce premier sens s'est perdu au cours de l'histoire, et que ce processus de dégénérescence  était déjà bien entamé dans la Grèce classique.
4. Étymologiquement, alètheia, qui signifie littéralement « hors de la léthé » articule une expérience originaire de la vérité comme sortie de l'étant hors du retrait[7]. Il s'agit bien d'une expérience ontologique (quant à l'être) et non pas d'un simple jeu linguistique qu'autoriserait le « A » privatif d'alèthéia. « Alèthéia pensée de façon grecque est régie par la léthé, ne se fonde donc pas sur la construction du mot, mais dans la pensée que pour être ce qu’il est le dévoilement a besoin du voilement »[8]. Ce dont cette expression rend compte chez les premiers penseurs et les poètes (Homère, Hésiode) et jusqu'à Platon c'est donc d'un « événement », un événement de sortie qui n'est absolument pas réductible au résultat de cet événement. C'est dans ce séminaire sur Héraclite tenu avec Eugen Fink que Heidegger récuse définitivement la traduction de l'aléthia grecque par le concept de vérité[9].

Or cet événement a eu lieu. Déjà depuis Platon les penseurs ne prennent plus en considération l'événement de l'apparition pour ne plus voir que l'apparu, que l'objet, la chose présente. Cette perte de sens, cet oubli de l’être en tant que décèlement ou épiphanie, à partir duquel la métaphysique prendra paradoxalement son essor, ainsi que l’histoire de l’Occident, Heidegger le qualifie « d'effondrement », voire de « catastrophe » dans une vidéo consacrée à « l'effondrement de l'Alètheia »,.
L’Idea de Platon n'est plus l'apparaître lui-même dans son processus, mais seulement son résultat, la chose vue qui se fige en objet soit en présence constante en tant qu’ousia. C’est ici que se fait cette mutation de l’essence de la vérité qui consiste à « soumettre l’être à la pensée, à la perception, au noein » écrit Françoise Dastur. Le sens profond de la Vérité sera progressivement perdu à jamais pour être remplacé par de simples procédures de vérification.
Jean Beaufret note une autre découverte de Heidegger, que cette mutation se double d'une autre tout aussi surprenante, celle qui consiste pour Platon à soumettre la Vérité au Bon, à l’Agathon, notamment dans la République, où le Bien suprême devient l'ultime régulateur, rompant ainsi avec la pensée de Parménide et d'Héraclite.
Il faut noter cependant que Heidegger n'a jamais affirmé que notre conception de la vérité était erronée, mais seulement qu'elle était dérivée, note Emmanuel Levinas dans la préface du livre de Marlène Zarader . C'est à l'occasion du Séminaire consacré à Héraclite : Séminaire du semestre d'hiver 1966-1967 (p.221) que Heidegger récuse définitivement la traduction traditionnelle de l'alèthia grecque (l'ἀλήθεια) par le concept de Vérité.

### L'interprétation du Poème de Parménide
Il existe plusieurs interprétations de ce poème. Oliver Primavesi propose une interprétation de la relation entre l’alètheia et la doxa dans un article.

## Le mouvement de régression vers la source alètheia
Comme toujours chez Heidegger, le fondement d'un phénomène est à rechercher du côté des conditions de possibilité.

### Les conditions de possibilité de la vérité du jugement
1. Pour qu'un énoncé soit vrai, il faut d'abord qu'il exprime la chose « telle qu'elle est » et non pas seulement une représentation de cette chose[14]. Par cette affirmation Heidegger transcende les difficultés soulevées par les théories de la connaissance, car exprimer la chose telle qu'elle est, suppose qu'elle soit là-devant, pas simplement dans sa représentation, Heidegger parle de Vor-stellen, traduit par « Apprésentation », de saisie en chair et en os, qui suppose un Dasein toujours déjà auprès des choses (être-au-monde).
2. Pour que l'étant se montre tel qu'il est, il faut ensuite qu'il ait surgi en tant que tel au préalable pour ainsi dire[15]. Il y a donc, de toute nécessité, une vérité de la chose « apprésentée » qui précède le jugement de vérité et c'est cette vérité de la chose que l’alètheia s'efforce d'exprimer.
3. Le vrai n'a pas son siège dans le seul jugement. Alors que la sensation des sensibles propres est toujours vraie, le jugement qui fait intervenir la raison peut être faux avait déjà remarqué Aristote, car il fait intervenir, contrairement au sensible, un tiers qui, s'il est ignorant, ne saisit pas la chose en ce qu'elle est ; Françoise Dastur[N 3].
4. D'ailleurs, c'est Aristote lui-même qui en Métaphysique Theta reconnaît que « ce n'est pas la proposition qui est le lieu de la vérité mais tout au contraire la vérité qui est le lieu de la proposition » cite Françoise Dastur reprenant Heidegger[16].

### De la vérité du jugement à la vérité antéprédicative
Ce retour vers la chose en tant que telle n'est pas phénoménologiquement en soi suffisant, car pour être là devant, antérieurement à sa saisie, il faut qu'elle soit dans une dimension, un lieu qui autorise sa saisie, une dimension que Heidegger a aperçue dans le « hors-retrait » des premiers Grecs et qu'il appellera l'ouvert, Ein Offenbares, expression qui deviendra Ouverture pour le Dasein, puis plus tard, « clairière », « éclaircie de l'Être », toutes expressions qui font encore référence au phénomène de la lumière, phénomène qui rappelle l'idée que s'en faisait Platon.
Mais la pensée de l'Idéa ignore « tout ce qu'elle doit à la lumière de l'être », elle ne fait l'expérience de cette lumière que dans l'éclairement de l'étant, et jamais de la lumière en tant que telle. Avec l’Ouvert, ou Monde, c'est l'éclaircie elle-même qu'il s'agit de penser, éclaircie immanente qui est la condition de l'être de la chose et de sa vérité.
Deux conditions complémentaires à cette monstration de la « chose comme telle » ne doivent pas être oubliées :
- Cette monstration implique un Verhalten : un comportement ou une « disposibilité accueillante » du Dasein.
- Elle implique aussi que l'étant « soit laissé être l'étant qu'il est ». Cette condition, Heidegger, dans Vom Wesen der Wahrheit ou « Essence de la vérité » l'appelle, liberté[14],[19].

Si l'étant est vrai en tant qu'il apparaît librement dans l'Ouvert, comme « dévoilé », « alors l'ultime problème et le plus décisif est celui de l'ouverture de l'Ouvert », au-delà du dévoilé il faut penser le « dévoilement » en tant que tel, ou mieux le « Désabritement » qui sonne aux oreilles de Heidegger comme « un arrachement » à la Léthé dans la Grèce archaïque.

## La vérité comme combat

### L'essence de l’alètheia
En traduisant alètheia par Unverborgenheit, dévoilement ou plutôt non-voilement, et non plus simplement par Vérité, Martin Heidegger s'efforce de faire entendre quelque chose du sens, de ce vers quoi alètheia faisait signe, même à l'insu des Grecs, et à partir de quoi ils déployaient leur monde (le monde d'Homère et des premiers penseurs et poètes).
Pour entendre ceci, il faut remonter en deçà de l'événement qui avait conduit à l'implosion du premier sens de l’alètheia, à savoir « le moment où est oublié l'aspect temporel et aventureux de la sortie hors du retrait » et où seul le résultat compte, notamment chez Platon, et où définitivement l’alètheia devient simplement, l'étant.
Dans un fragment numéroté 123, Héraclite aurait déclaré « Φύσις κρύπτεσθαι φιλεῖ », soit « la nature aime à se cacher », sentence trop trivialement traduite à nos oreilles modernes selon laquelle Héraclite aurait constaté poétiquement la pénibilité du savoir et de l'apprentissage, alors que pour Heidegger, cette sentence pourrait exprimer l'essence profonde de alètheia, à savoir que le dévoilement implique nécessairement et simultanément le voilement.

#### La co-appartenance du voilement et du dévoilement
Les points suivants sont successivement mis en avant par Marlène Zarader, commentant Heidegger :
- L’alètheia, ou dévoilement, dit le surgissement hors de la λήθη / Lếthê
- parce qu'il s'agit d'un dévoilement, alètheia signifie aussi l'« être-vrai »
- c'est en tant qu'apparu, en tant que sorti de la latence que l'étant, « est »
- ce qui apparaît a laissé derrière lui l'occultation.
- cette sortie de l'« occultation » est inscrite dans le mot alètheia
- le « ἀ » privatif de ἀλήθεια, n'est donc pas seulement un symbole grammatical, il indique un « dévoilé » qui est aussi et surtout un « arraché à l'occultation ».
- au-delà de la présence de la λήθη, le « ἀ » privatif fait signe vers la prévalence de l'occultation qui régit entièrement l'essence de l'être. Marlène Zarader[8] précise « l'affirmation selon laquelle l’ἀλήθεια, pensée de façon grecque, est régie par la λήθη, ne se fonde pas dans la construction du mot, mais dans la pensée que le dévoilement, pour être ce qu'il est, a besoin du voilement »[8]. Philippe Arjakovsky[24] de son côté en souligne la dynamique : « Pour Heidegger c'est le phénomène qui suspend son retrait, le phénomène, autrement dit : ce qui est. Entendue à partir d'alètheia « vérité veut dire : Unverborgenheit de l'être » , « déclosion » de l'être, « désabritement », suspension du retrait ».

#### Le jeu du voilement et du dévoilement
Martin Heidegger s'efforce de nous faire penser ensemble voilement et dévoilement. Pour cela, il s'aide de la traduction allemande, qui l'autorise à interpréter le « se cacher » de la sentence héraclitéenne aussi bien comme un « s'abriter » ; la Phusis aimerait ainsi, d'après le penseur, à « s'abriter » parce qu'à l'abri du voile, le cèlement, l'occultation, sont pour elle la garantie du « surgissement » et de « l'éclosion »,.
Méditer cette co-appartenance entre «« éclosion »» et « « occultation »» n'est pas un jeu dialectique, ni une simple apposition de contraires; mais, comme nous le précise Heidegger, une dynamique propre qui nous force à penser l'occultation et le non-être, comme une part essentielle de la Phusis , (la nuit du jour, la guerre de la paix, la disette de l'abondance), qui seule lui garantit d'être ce qu'elle est. Dans cette pensée originaire le non-être est constitutif de l'être, et c'est ceci qui est pensé dans la sentence énigmatique héraclitéenne, vue plus haut, ainsi que dans le statut du dire et de la parole dans les temps archaïques.
Plus énigmatique encore, l'insistance de Heidegger, à présenter l'alètheia, non seulement comme ayant besoin de l'occultation pour briller (le jour a besoin de la nuit) ce qu'elle serait si elle était une simple ouverture mais « comme dévoilement de l'occultation elle-même ».

#### LaLichtungcomme espace du jeu
Ici encore, dans sa compréhension de die Lichtung , traduit ordinairement par « clairière » ou « éclaircie », Heidegger apparaît novateur. La métaphore de la lumière est banale depuis Platon, pour désigner la condition de possibilité de « l'apparaître », Heidegger en use aussi dans ce sens, mais il remarque que cette clarté, ce libre rayonnement, demande une dimension, une contrée où elle puisse répandre son rayonnement et où puisse apparaître tout ce qui est. L’éclaircie, die Lichtung, est donc bien plutôt l'ouverture que cette clarté présuppose, elle dit non seulement ce qui se dévoile et ce dévoilement même, mais aussi cet autre qui, lui, ne se dévoile pas et qui demeure occulté,. Marlène Zarader résume ainsi, en trois points les lignes de forces essentielles pour la compréhension du sens d’alètheia dans la pensée de Heidegger.
1. L’ἀλήθεια est pensée comme dévoilement de l'étant et non comme concordance.
2. Il s'avère que l'étant ne peut se dévoiler qu'en raison d'une dimension qui ne se dévoile pas. L’ἀλήθεια a besoin de la λήθη, ce qui se dérobe qui constitue comme une réserve est, l'être.
3. Ce qui va finalement être essentiel et énigmatique, est que cette occultation s'occulte elle-même.